# Egoísmo psicológico
El egoísmo psicológico  es la teoría sobre la naturaleza humana que afirma que la conducta está impulsada por motivaciones autointeresadas y niega la existencia de conductas verdaderamente altruistas.
Generalmente se considera que esta teoría fue propuesta originalmente por Jeremy Bentham pero se encuentran posibles antecedentes en las obras de Thomas Hobbes y en François de La Rochefoucauld. Su proponente más destacado, en el pasado reciente, fue Moritz Schlick.
El egoísmo psicológico pretende ser una teoría acerca del cómo los individuos se comportan, consecuentemente debe diferenciarse del egoísmo ético, de acuerdo con el cual los individuos deben moralmente estar motivados por su propio interés, y del egoísmo racional, que sugiere que lo racional es maximizar los intereses del actor en todas circunstancias.
La forma más importante de egoísmo psicológico es el hedonismo psicológico, teoría que asegura que el deseo de experimentar placer o de evitar el dolor es el motivo que guía todas las acciones humanas voluntarias.
El hedonismo es una importante corriente filosófica de los tiempos clásicos de la antigua Grecia y Antigua Roma que actualmente ha perdido importancia por las múltiples morales divergentes sobre este tema. Su valor número uno es el placer sensible y, por tanto, coincide con el criterio que se está describiendo. Algunos de los autores, dentro de sus teorías, añaden la posibilidad de la búsqueda del placer no enteramente vinculada con lo corporal, sino con aspectos racionales o espirituales, como por ejemplo: "Acepta un dolor que te propicie un placer mayor", "rechaza un placer que te conduzca a un dolor mayor".

## Argumentos
Gutiérrez Sáenz[cita requerida] apunta que, desde la infancia el hombre posee un criterio que utiliza constantemente: buscar lo agradable, y evitar lo desagradable, buscar el placer y evitar el dolor. La aplicación de este criterio tiene un carácter instintivo, y en esto el hombre coincide con los animales.
Los bebés expresan su agrado y su desagrado en forma espontánea, algunos adultos también lo hacen, otros están "educados" con la idea de que deben ocultar esas tendencias. Cuando una persona es interrogada acerca de qué lo movió para elegir una conducta determinada y contesta "porque me gusta", tenemos el ejemplo típico del uso de este primer criterio. Muchas elecciones de la vida ordinaria están regidas por él. Así es como elegimos comer una manzana en lugar de un melón, o compramos una camisa azul en lugar de una verde.
Como es fácil vislumbrar, existen personas que utilizan este único criterio durante toda su vida, sin sospechar siquiera que existen otros modos de elegir. Lo que constatan los defensores de la teoría del egoísmo psicológico es una enorme sed de placeres en todos los terrenos: comida, bebida, sexo, bienestar, amistades, etcétera.
La teoría de Freud acerca del principio del placer, el ello y la libido, nos proporciona una perfecta ilustración de este nivel. Los instintos buscan su satisfacción en varias vertientes por todos conocidas.
Por otro lado, no habría por qué desechar este criterio cuando se trata de escoger una diversión, un pasatiempo, un tema de conversación de sobremesa, etc. Este nivel es, pues, un auténtico criterio y sirve como orientación en muchos casos en forma legítima. El error consiste en asentarse en cualquiera de los dos extremos opuestos: 1) el uso exclusivo de este nivel en cualquier situación de la vida, o 2) la eliminación absoluta de este criterio, como si el placer fuera algo malo.
Siguiendo este criterio entonces se puede pensar, que, realizar acciones que nos lleven al placer individual, no es malo, aun cuando se podría pensar que al hacerlo, estaríamos siendo egoístas, y por ende seríamos incapaces de realizar acciones altruistas; procurar placer para uno mismo siempre y cuando no se dediquen todas las acciones de nuestra vida en conseguirlo, y hacer el bien sincero a otros, se puede compaginar.
Al respecto, menciona Rachels en su Introducción a la filosofía moral" que los intereses de cada individuo son perfectamente compatibles con la preocupación genuina por los demás; no se contrapone desear la felicidad de uno mismo y también la de los otros. Si bien es cierto que hay gente que se mueve por propio interés, también es cierto que no es toda.

## Historia

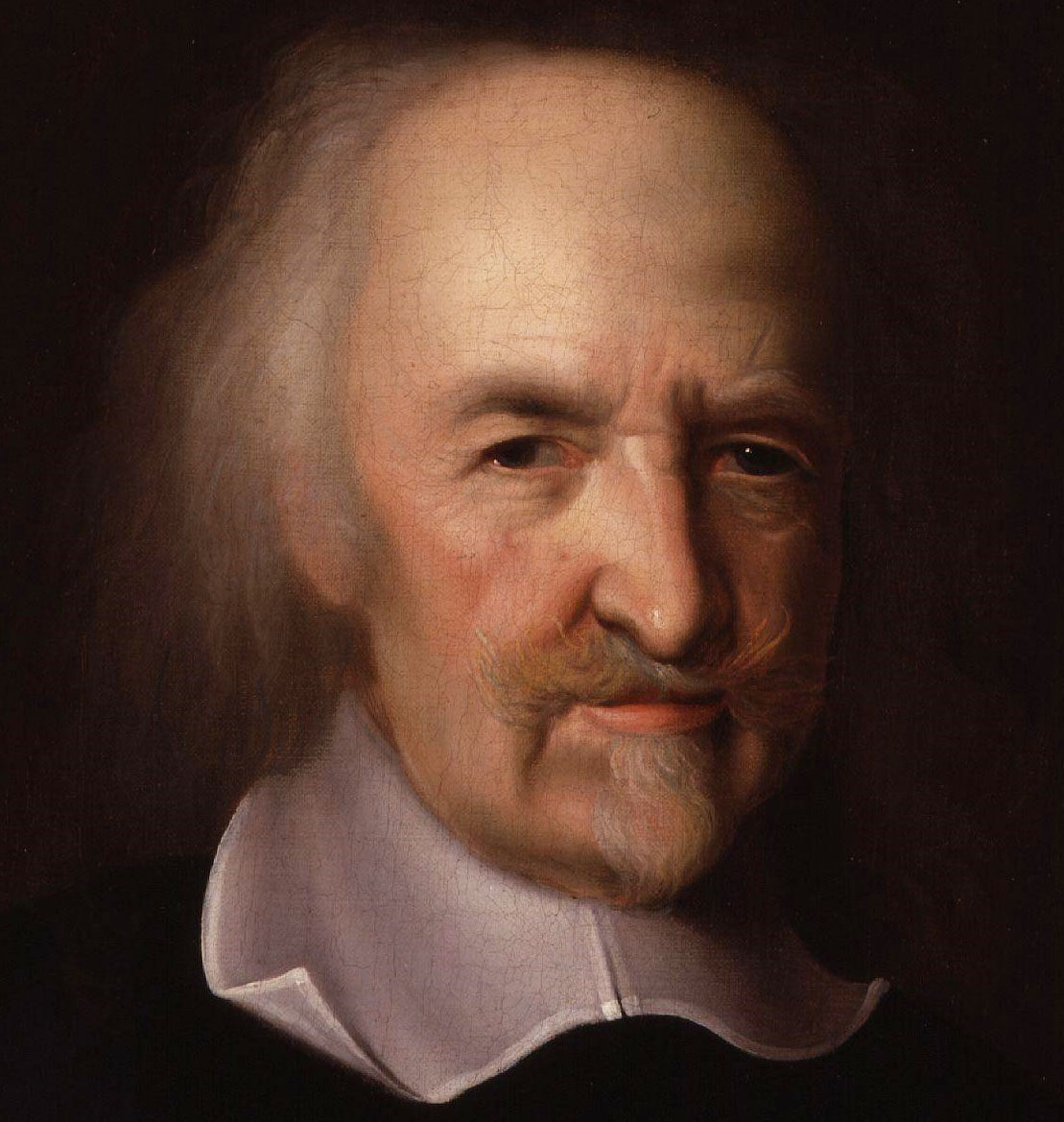
Thomas Hobbes.

Thomas Hobbes fue un filósofo materialista inglés del siglo XVII que estableció las bases del laicismo y del racionalismo para explicar, más allá de los dogmas sobre un designio divino en la autoridad real, el origen del Estado y de la sociedad civil a partir de la hipótesis sobre un estado de naturaleza primigenio.
Hobbes consideró la existencia de una sociedad primitiva sin leyes, ni autoridades, en condiciones de barbarie entre los individuos. También se refirió a la necesidad natural de los individuos para abandonar el estado de naturaleza mediante un pacto, según lo explica Hobbes en El Leviatán.
En esta obra concibe al hombre como un animal temeroso y perseguido, capaz de mirar al futuro, que teme siempre que se le acaben las provisiones o que otro pueda quitárselas, por eso quiere poder y más poder, convirtiéndose en un ser solitario y asocial.
Este es el estado de naturaleza del hombre, es decir, el estadio previo a su socialización.
Hobbes lo describe así: en el estado de naturaleza impera la guerra de todos contra todos. La vida es solitaria, pobre, espantosa, brutal y breve. De esta descripción procede una famosa fórmula que hoy sigue citándose: Homo homini lupus: «El hombre (homo) es un lobo (lupus) para el hombre (homini)».
Como se observa ya en el El Leviatán Hobbes describe al hombre antes y después del contrato social como un ser egoísta que actúa motivado por el propio interés. En el Tratado de la Naturaleza Humana (1650), Hobbes afirma que toda conducta humana es autointeresada.
A través de la estrategia de reinterpretar motivos, explica sobre todo que las acciones altruistas pueden entenderse en términos egoístas. Así, por ejemplo, la caridad, que es el placer que encontramos en demostrar nuestro propio poder, en el fondo no es más que un sentimiento de superioridad sobre el otro.
Un hombre caritativo solo demuestra que es capaz de valerse por sí mismo y que es superior a otros. La compasión tiende a ser una acción egoísta porque las desgracias de los demás nos afectan y preocupan debido a la posibilidad de que nosotros pasemos por una situación igualmente desafortunada.
Para Hobbes, "la compasión es la imaginación o la ficción de una calamidad futura para nosotros, y que surge de sentir las calamidades de otro hombre". Finalmente, Hobbes descubrió que no hay nada tan peligroso como la moral.
Adam Smith, como teórico económico, también contribuye a desarrollar las teorías del egoísmo psicológico. Es el autor de un importante ensayo económico, La Riqueza de las Naciones, en el cual establece el principio de la libertad económica independiente del poder político según leyes propias de la producción como el ciclo de la mercancía y la ley de oferta y demanda para regular el precio de las mercancías.
El liberalismo económico exige que el soberano no intervenga en asuntos relativos a la actividad productiva y que evite los gravámenes arancelarios para permitir la libre competencia entre los individuos.
Esta última depende en última instancia de la búsqueda del propio interés: vendedor y comprador pretenden egoístamente beneficiarse y compiten con otros siguiendo el mismo afán egoísta. Sin embargo, más allá de su cataláctica o teoría general del mercado, Smith no niega la existencia de conductas altruistas (en particular, véase su obra Teoría de los sentimientos morales).

## Críticas
Los críticos del egoísmo psicológico aseveran que la teoría no es falsable empíricamente, pues dada una conducta supuestamente altruista se le puede reinterpretar como egoísta sin necesidad de verificación empírica.
Es decir, una vez que la hipótesis de egoísmo psicológico es la presuposición que sirve para explicar las acciones humanas, todo lo que suceda será considerado egoísta y podrá ser interpretado para conforme a esa hipótesis.
En el siglo XVIII, Joseph Butler se lanza contra las teorías del egoísmo psicológico y sostiene que no es cierto que seamos demasiado egoístas, que deberíamos serlo aún más.
La idea principal de egoísmo psicológico debe entenderse sin caer en confusiones, pero, según sus detractores, una vez aclarada, la teoría no es convincente. Ejemplos de esto son:
1. La confusión entre egoísmo e interés propio: el acto egoísta es la acción que ignora el interés de los otros en condiciones donde sus intereses no deberían ser saltados. De este modo, el tomar agua cuando uno tiene sed no es un acto egoísta, aunque responda a un interés propio, pero ¿seguiremos siendo egoístas si sabemos que hay quienes mueren por no tener acceso a este líquido vital?
2. La posible confusión entre las conductas por interés propio y las búsquedas del placer: hacemos muchas cosas que nos generan satisfacción, pero eso no representa que actuemos por interés propio. El hombre que se droga aun después de saber la relación entre la droga y el daño a la salud seguramente no está actuando en su interés propio, ni siquiera siguiendo su criterio propio –el interés propio dictaría que dejara de drogarse–. Sin duda, se está drogando por placer, pero esto solo muestra que la búsqueda indisciplinada del placer y actuar por interés propio son cosas distintas.
3. La confusión de la falsa suposición de que una preocupación por el bienestar propio es contrario a toda preocupación auténtica por los demás: todos (o la gran mayoría) desean su propio bienestar, pero ¿podría ser verídico que uno no se puede interesar realmente por el bienestar ajeno? Bien es cierto que en ocasiones nuestros intereses pueden chocar con los intereses de otros y tal vez se tendrían que tomar decisiones difíciles. Principalmente si esas decisiones involucran a amigos y familia, a veces optamos por el interés de ellos.
Dice Sánchez Vázquez que el egoísmo ético tiene por base una doctrina psicológica de la naturaleza humana o de la motivación de los actos humanos, de acuerdo con la cual el hombre está constituido psíquicamente de tal manera que el individuo siempre persigue la satisfacción de su propio interés. O sea, el hombre es por naturaleza un ser egoísta.
Pero, desde el punto de vista de estos críticos, hay actos humanos que son realizados en beneficio de los demás y que están muy lejos de satisfacer el propio interés. Por ejemplo, las ocasiones en que se defiende una causa común sacrificando incluso la propia vida; si un ser humano está dispuesto a poner en peligro su integridad física por defender una causa que tendrá beneficios para los demás, entonces no está buscando un beneficio propio. Así se puede poner en duda que el hombre es por naturaleza egoísta y que solo busca su autobeneficio y su placer.
Así pues, según estas críticas, el egoísmo psicológico no mostraría argumentos convincentes para describir la naturaleza humana.

## ¿Egoísmo positivo?
Una visión que ha tomado auge en los últimos años es la que se conoce como "el egoísmo positivo", que alude a la necesidad y posibilidad de vivir con aprecio hacia los demás, pero sin permitirles que nos controlen. Quizás sea ese un sentido posible atribuible a la frase: "juntos pero no revueltos".
Para el conferencista, escritor y orientador de la conducta, Renny Yagosesky, el egoísmo positivo nos permite participar de diversos contextos de vinculación social (como pareja, familia, empresa y sociedad) sin perder nuestra identidad, sin despersonalizarnos y sin ceder a la alienación cultural que se deriva de la presión social de inclusión y de la necesidad personal de aceptación y aprobación. En ese sentido, lo relaciona con la autoestima, al percibirlo como una manifestación sana de valoración y respeto por nuestras necesidades, valores, objetivos e inclinaciones.